# Saxby Chambliss

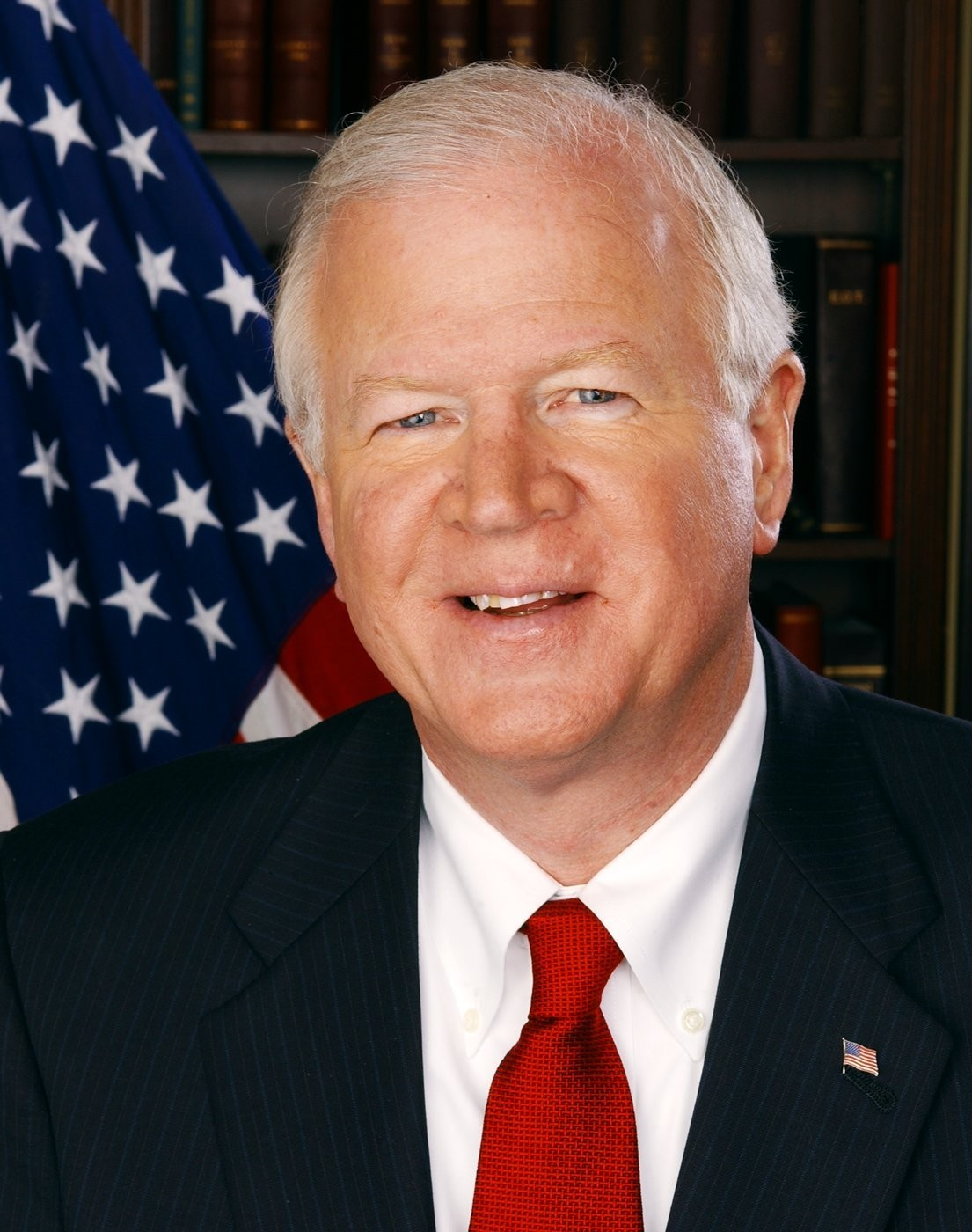
Saxby Chambliss

Clarence Saxby Chambliss (* 10. November 1943 in Warrenton, Warren County, North Carolina) ist ein US-amerikanischer Politiker (Republikanische Partei). Er vertrat 2003 bis 2015 den Bundesstaat Georgia im US-Senat.

## Jugend, Familie, frühe Karriere
Chambliss besuchte bis 1960 die C.E. Byrd High School in Shreveport, Louisiana. 1966 beendete er sein Studium an der University of Georgia und graduierte 1968 vom University of Tennessee College of Law. Nach seinem Abschluss dort arbeitete er als Anwalt.
Während des Vietnamkriegs half ihm sein Studium, nicht eingezogen zu werden. Nach seinem Abschluss dort wurde er mit einem kaputten Knie als untauglich beschrieben.

## Politische Karriere

### Repräsentantenhaus
Chambliss zog 1994 in das Repräsentantenhaus ein, als die Republikaner erstmals seit langer Zeit bei der mid-term election die Mehrheit in beiden Kongresskammern gewinnen konnten. Bei den Wahlen 1996, 1998 und 2000 konnte er den Sitz verteidigen. In seiner Zeit als Abgeordneter dort war er Mitglied im Ausschuss für Geheimdienste und Vorsitzender im Unterausschuss für Terrorismus und Heimatschutz.

### Senat
2002 trat Chambliss zur Wahl für den Senat an und konnte sich mit 53:46 Prozent gegen den demokratischen Amtsinhaber Max Cleland durchsetzen. In der Kampagne warb er vor allem mit seinen Positionen zur Verteidigungspolitik und einem starken Heimatschutz. Es war aber auch eine der kontroversesten Kampagnen des Wahljahres, da er seinen Gegner Cleland in Fernsehspots zusammen mit Osama bin Laden und Saddam Hussein porträtierte und ihn als nationales Sicherheitsrisiko darstellte.
Die Darstellung Clelands, eines mehrfach ausgezeichneten Vietnamveteranen und durch Kriegsfolgen dreifach amputierten, als unpatriotisch zog weite Kritik auf sich. Der Republikaner John McCain bezeichnete die Kampagnen als „worse than disgraceful, it's reprehensible“, Chuck Hagel, republikanischer Senator für Nebraska, stellte fest, die Anzeigen wären „beyond offensive to me.“
2008 wurde Chambliss in einer Stichwahl gegen den Demokraten Jim Martin als Senator wiedergewählt, nachdem er im ersten Wahlgang den nach den Gesetzen des Staates Georgia erforderlichen Stimmenanteil von 50 Prozent knapp verpasst hatte.
Im Senat agierte Chambliss ausgesprochen konservativ. Die Einstufungen diverser Lobbygruppen über seine Abstimmungen geben dies wieder:
- NARAL: 0 % (Abtreibungsbefürworter)
- American Civil Liberties Union: 7 % (Bürgerrechte)
- U.S. Chamber of Commerce: 91 % (US-Unternehmen)
- National Education Association: 27 % (Bildungsförderung)
- League of Conservation Voters: 0 % (Umweltschutz)
- Christian Coalition: 100 % (Christliche Werte)
- National Rifle Association: A+ (Gegen Waffenkontrolle)
- AFL-CIO: 15 % (Gewerkschaft)
- National Taxpayers Union: 74 % (Steuerzahlerbund)

Chambliss ist Hauptsponsor des FairTax Acts, der alle bundesstaatlichen Steuern der USA durch eine einheitliche nationale Mehrwertsteuer ersetzen soll.
Sein Sohn Bo Chambliss ist Lobbyist für den Chicago Mercantile Exchange, an dem Agrargüter gehandelt werden; dieselben Geschäfte, die unter die politische Aufsicht seines Vaters als Vorsitzender des Agrarausschusses fallen. Erst seit 2004 existiert eine Order im Büro, dass Mitarbeiter von Chambliss keinen Einfluss auf Verhandlungen nehmen sollten, an denen sein Sohn beteiligt ist.
Im Januar 2013 gab Chambliss bekannt, sich nach zwei Amtsperioden bei der Senatswahl 2014 nicht erneut um seinen Sitz bewerben zu wollen.